# Мадрепорови корали
Мадрепоровите корали (лат. Scleractinia), наричани още каменисти или твърди корали, са морски животни от типа Мешести, които си изграждат твърд „скелет“. Отделните животни са известни като полипи и имат цилиндрично тяло, увенчано с устен отвор, в който устата е оградена с пипала. Въпреки че някои видове са самотни, повечето живеят в колонии. Основният полип се закрепва и започва да отделя калциев карбонат, за да защити мекото си тяло. Самотните корали могат да достигнат цели 25 см, но при колониалните видове полипите обикновено са с размер само няколко милиметра в диаметър. Тези полипи се размножават безполово чрез пъпкуване, но остават прикрепени един към друг, образувайки многополипна колония от клонинги с общ „скелет“, който може да бъде с диаметър или височина до няколко метра според вида.
Формата и външният вид на всяка коралова колония зависят не само от вида, но и от местоположението, дълбочината, количеството на движението на водата и други фактори. Много плитководни корали съдържат в тъканите си симбионтни едноклетъчни организми, известни като зооксантели. Те придават своя цвят на корала, който по този начин може да варира в оттенък в зависимост от вида на симбионта, който съдържа. Мадрепоровите корали са тясно свързани с морските актинии и подобно на тях са „въоръжени“ с жилещи клетки, известни като книдоцити. Коралите се възпроизвеждат както по полов, така и по безполов път. Повечето видове освобождават гамети в морето, където се извършва оплождането, и ларвите на планулата се носят като част от планктона, но няколко вида снасят яйца. Безполовото размножаване е най-вече чрез фрагментация, когато част от колония се отделя и се прикрепя на друго място.
Мадрепоровите корали се срещат във всички световни океани; те формират голяма част от съвременните коралови рифове се формира. Коралите, изграждащи рифове, най-често живеят в колонии, съдържат зооксантели и се срещат в плитки води, в които прониква слънчевата светлина. Други корали, които не образуват рифове, могат да живеят самостоятелно или в колонии; някои от тях се срещат в абисалната зона на Световния океан, където не достига светлина.

Мадрепоровите корали се появяват за пръв път в средния триас, но в научните среди няма единодушие относно връзката им с палеозойските Tabulata и Rugosa. В днешно време се очаква броят на мадрепоровите корали да намалее поради ефектите на глобалното затопляне и окисляването на океана.

## Семейства
Световният регистър на морските видове изброява следните семейства като включени в разред Мадрепорови. Положението на някои видове в таксона не е ясно (Incertae sedis):
- Acroporidae
- Agariciidae
- †Agathiphylliidae
- Anthemiphylliidae
- Astrocoeniidae
- Caryophylliidae
- Coscinaraeidae
- Deltocyathidae
- Dendrophylliidae
- Diploastreidae
- Euphylliidae
- Faviidae
- Flabellidae
- Fungiacyathidae
- Fungiidae
- Gardineriidae
- Guyniidae
- Lobophylliidae
- Meandrinidae
- Merulinidae
- Micrabaciidae
- Montastraeidae
- Oculinidae
- †Oulastreidae
- Plesiastreidae
- Pocilloporidae
- Poritidae
- Psammocoridae
- Rhizangiidae
- Schizocyathidae
- Siderastreidae
- Stenocyathidae
- Turbinoliidae